# Universidade de Hacettepe
A Universidade de Hacettepe em Ancara é, com 36.112 estudantes e 3495 funcionários acadêmicos uma das maiores universidades da Turquia.